# Лануріле (Бузеу)
Лануріле (рум. Lanurile) — село у повіті Бузеу в Румунії. Входить до складу комуни Зідурі.
Село розташоване на відстані 121 км на північний схід від Бухареста, 24 км на північний схід від Бузеу, 75 км на захід від Галаца, 122 км на схід від Брашова.

## Населення
За даними перепису населення 2002 року у селі проживали 838 осіб. Рідною мовою 837 осіб (99,9%) назвали румунську.
Національний склад населення села:
| Національність | Кількість осіб | Відсоток |
| -------------- | -------------- | -------- |
| румуни         | 826            | 98,6%    |
| цигани         | 11             | 1,3%     |